# Osmia saxatilis
Osmia saxatilis är en biart som beskrevs av Warncke 1988. Osmia saxatilis ingår i släktet murarbin, och familjen buksamlarbin. Inga underarter finns listade i Catalogue of Life.